# Niels Larsen (politiker, 1836-1922)
 For alternative betydninger, se Niels Larsen. (Se også artikler, som begynder med Niels Larsen)
Niels Larsen (født 30. december 1836 i Ørslev Sogn, død 29. april 1922 i Odense) var en dansk gårdmand og politiker. Han var medlem af Folketinget fra 1873 til 1879. Han var venstremand.

## Livsforløb
Niels Larsen var søn af fæstebonde Lars Pedersen og arbejdede på farens gård som han overtog da faren gik på aftægt på gården 1874. Han købte senere gården til selveje, men måtte afhænde den i 1885. Niels Larsen emigrerede til USA i 1890. Der arbejdede han i Chicago som redaktionssekretær ved det norske blad Skandinavien og senere med kontorarbejde. Han vendte tilbage til Danmark efter kun et år og blev udvandringsagent for Thingvalla-Linjen i Ålborg. Larsen blev toldmedhjælper i Ærøskøbing i 1898 og senere toldassistent samme sted. Fra år 1900 var han toldassistent i Odense hvor han blev boende til han døde i 1922.

## Politisk karriere
Niels Larsen var opstillet mod folketingsmand Lars Dinesen i Ruds Vedby-kredsen ved folketingsvalget i 1872. Da Lars Dinesen havde skiftet valgkreds ved valget i 1873 blev Niels valgt som hans efterfølger. Han blev genvalgt ved de to næste valg i 1876 og 1879, men udtrådte af Folketinget i september 1879. Det var ifølge Emil og Victor Elberling måske for at give mulighed for redaktør Johannes Tauber, som havde tabt sit folketingsmandat ved valget i 1879, til komme tilbage til Folketinget. Tauber vandt da også suppleringsvalget i Ruds Vedby-kredsen og forblev derefter i Folketinget til sin død. Niels Larsen opstillede i Taubers tidligere valgkreds, Slagelsekredsen, ved folketingsvalgene i maj og juli 1881 og 1884 mod rektor F.C.B. Dahl fra Højre som havde besejret Tauber. Han kom tæt på at slå Dahl, men det lykkedes ikke.